# Noah Galloway
Noah Matthew Galloway (Birmingham, Alabama, 28 de octubre de 1981) es un exsoldado del Ejército de los Estados Unidos, orador motivacional y entusiasta de los deportes extremos. Fue herido durante la Guerra de Irak, perdiendo su brazo izquierdo sobre el codo y la pierna izquierda por encima de la rodilla. Él fue un concursante de la temporada 20 de Dancing with the Stars, emparejado con la bailarina profesional Sharna Burgess. La pareja terminó en tercer puesto. Dirigió a su equipo a la victoria en la primera temporada de la serie de televisión American Grit en FOX. Su libro Living with No Excuses: The Remarkable Rebirth of an American Soldier fue lanzado en agosto de 2016.

## Primeros años
Galloway nació en Birmingham, Alabama, hijo de Andy Galloway y Bebe Galloway. Cuando Galloway era joven, su padre tuvo un accidente y perdió su mano, pero pudo trabajar en la construcción. Galloway dijo que su padre fue capaz de darle consejos cuando se lesionó, y comprendió su depresión y errores. La familia de Galloway tiene antepasados escoceses. Ha competido en eventos deportivos con una falda escocesa de tartán. Galloway dijo que su familia tiene un historial de servicio en el ejército.

## Carrera

### Militar
Galloway se unió al ejército en 2001 después del 11-S. como sargento asignado al 1.º Batallón de la 502.ª Infantería, 101.ª División Aerotransportada en Fort Campbell, Kentucky, durante la Operación Libertad Iraquí. El 19 de diciembre de 2005, durante su segundo despliegue, fue gravemente herido en un ataque de un IED en Yusafiah, Irak. Perdió el brazo izquierdo sobre el codo y la pierna izquierda sobre la rodilla; su pierna derecha y su mandíbula resultaron gravemente heridas, siendo esta última obligada a ser cerrada. Permaneció inconsciente cinco días, y más tarde fue trasladado al Centro Médico del Ejército Walter Reed en Washington D. C. para su posterior tratamiento y rehabilitación.

### Concursos de fitness
Después de abandonar el Ejército, pasando por un período prolongado de depresión y adicciones, primero a las píldoras, luego al alcohol, con el estímulo de su amigo Eric Eisenberg se adaptó a los dispositivos protésicos en BioTech Limb & Brace. Galloway comenzó entonces a centrarse en el fitness, volviendo a conectar con su pasión por los deportes que tenía desde la infancia y antes de su lesión. Galloway finalmente se convirtió en entrenador personal. Participó en una gran variedad de competiciones de fitness, de carreras 5K y 10K regulares tales como Tough Mudders, competiciones de CrossFit y eventos espartanos. Galloway fue parte de la Operación Enduring Warrior, una organización sin ánimo de lucro que ayuda a veteranos de guerra a través del deporte. Galloway formó parte de un equipo que intentó la subida a la Pirámide de Carstensz en Indonesia. Galloway dijo que las redes sociales le ayudaron a mantenerse inspirado para participar en competiciones y eventos.

### Orador motivacional
También se convirtió en orador motivacional, dirigiéndose a audiencias de veteranos, escolares, y otros con su mensaje de «ninguna excusa». Galloway apareció en la portada de noviembre de 2014 de la revista Men's Health, el primer lector seleccionado para la portada de la revista, y fue nombrado «Ultimate Men's Health Guy». Fue invitado en The Ellen DeGeneres Show y The Today Show.

### Patrocinio de marca
En octubre de 2014, Galloway se convirtió en portavoz y modelo de la nueva fragancia de Kenneth Cole, Mankind Ultimate. Posteriormente, Galloway se convirtió en embajador de la marca de relojes Armitron. En colaboración con la empresa relojera, defiende el No Excuses Charitable Fund que apoya a veteranos lesionados a través de servicios de rehabilitación física.

## Dancing with the Stars
En 2015, Galloway fue elegido como concursante en la temporada 20 de Dancing with the Stars, y fue emparejado con la bailarina profesional y coreógrafa Sharna Burgess. Mientras que Galloway experimentó con un brazo protésico para su tango argentino, él y Burgess decidieron no usarlo, en última instancia no lo usaron en ninguno de sus bailes. Los productores le dijeron antes de que comenzara la competencia que no se le asignaría el jive o quickstep, ya que los movimientos rápidos y repetitivos requeridos para esos bailes serían demasiado dolorosos para su condición. El 19 de mayo de 2015, Galloway y Burgess terminaron la competencia en el tercer puesto, perdiendo ante Riker Lynch y Rumer Willis que quedaron en el segundo y el primer puesto, respectivamente.
| Semana        | Baile / Canción                                  | Puntajes de los jueces  | Puntajes de los jueces  | Puntajes de los jueces  | Puntajes de los jueces  | Resultado        |
| Semana        | Baile / Canción                                  | Inaba                   | Goodman                 | Hough                   | Tonioli                 | Resultado        |
| ------------- | ------------------------------------------------ | ----------------------- | ----------------------- | ----------------------- | ----------------------- | ---------------- |
| 1             | Chachachá / «I Lived»                            | 7                       | 6                       | 6                       | 7                       | Sin eliminación  |
| 2             | Samba / «Homegrown Honey»                        | 7                       | 6                       | 7                       | 7                       | Salvados         |
| 3             | Tango argentino / «Rather Be»                    | 7                       | 7                       | 8                       | 8                       | Salvados         |
| 4             | Contemporáneo / «American Soldier»               | 8                       | 8                       | 8                       | 8                       | Salvados         |
| 5             | Foxtrot / «A Whole New World»                    | 7                       | 7                       | 7                       | 7                       | Salvados         |
| 6             | Rumba / «Waves»                                  | 7                       | 7                       | 7                       | 8                       | Salvados         |
| 6             | Equipo Freestyle / «Wipe Out»                    | 10                      | 9                       | 10                      | 10                      | Salvados         |
| 7             | Jazz / «Super Bad»                               | 10                      | 8                       | 9                       | 9                       | Salvados         |
| 7             | Duelo de Chachachá / «Dance with Me»             | Ganaron 2 puntos extras | Ganaron 2 puntos extras | Ganaron 2 puntos extras | Ganaron 2 puntos extras | Salvados         |
| 8             | Tango / «Geronimo»                               | 8                       | 7                       | 8                       | 8                       | Últimos salvados |
| 8             | Salsa en trío / «Mr. Put It Down»                | 8                       | 8                       | 8                       | 8                       | Últimos salvados |
| 9 (Semifinal) | Vals vienés / «The Time of My Life»              | 9                       | 9                       | 9                       | 9                       | Salvados         |
| 9 (Semifinal) | Pasodoble / «Unstoppable»                        | —                       | 10                      | 10                      | 10                      | Salvados         |
| 10 (Final)    | Tango argentino / «Rather Be»                    | 8                       | 8                       | 8                       | 8                       | Tercer puesto    |
| 10 (Final)    | Freestyle / «Titanium» & «Fix You»               | 10                      | 10                      | 10                      | 10                      | Tercer puesto    |
| 10 (Final)    | Tango argentino & Chachachá fusión / «Surrender» | 9                       | 9                       | 9                       | 9                       | Tercer puesto    |

## Apariciones televisivas
| Año        | Título                   | Papel                | Notas                                                                                         |
| ---------- | ------------------------ | -------------------- | --------------------------------------------------------------------------------------------- |
| 2013       | True Life                | Él mismo             | Episodio: «I'm Doing A Tough Mudder»                                                          |
| 2014, 2015 | The Ellen DeGeneres Show | Él mismo             | Transmitido el: 24 de octubre de 2014                                                         |
| 2015       | Entertainment Tonight    | Él mismo             | Transmitido el: 24 de febrero de 2015, 17 de marzo de 2015                                    |
| 2015       | Dancing with the Stars   | Él mismo/Concursante | Tercer puesto en la temporada 20                                                              |
| 2015       | Good Morning America     | Él mismo             | Transmitido el: 30 de marzo de 2015                                                           |
| 2015       | Extra                    | Él mismo             |                                                                                               |
| 2015       | CMT Music Awards         | Él mismo             | Presentador del premio                                                                        |
| 2015       | The Home and Family Show | Él mismo             |                                                                                               |
| 2015       | The View                 | Él mismo             |                                                                                               |
| 2016       | American Grit            | Él mismo             | Él es uno de los cuatro cuadros de formación de los concursantes. Su equipo ganó el 1.º lugar |

## Trabajo de caridad
Galloway fundó el Fondo de Caridad No Excuses. El fondo, que ayuda a las organizaciones que él cree que son importantes, ha ayudado a la Operación Enduring Warrior y también a programas locales, incluyendo los de niños en la YMCA de la ciudad donde él vive, Alabaster, Alabama.
En junio de 2016, Galloway acompañó a estudiantes de instituto de la Escuela Media Thompson de Alabaster, Alabama, en una misión a Jutiapa, Honduras, para ayudar a proporcionar laboratorios de computación, así como instalar cloradores de agua para potabilizar el agua dulce.

## Vida personal
Galloway es un padre divorciado de tres hijos. Su hijo mayor, Colston, es de su primer matrimonio. Su hijo Jack y su hija Rian, son de su segundo matrimonio en 2007. Ese matrimonio también terminó en divorcio.
Durante la semifinal de Dancing with the Stars, Galloway se declaró a su novia (luego su prometida), Jamie Boyd, en directo pero el lunes 26 de octubre de 2015, Galloway anunció el fin del compromiso.
En septiembre de 2015, como parte del programa Hogares para Nuestras Tropas y una subvención de Vivienda Especialmente Adaptada de la Administración de Veteranos, Galloway recibió una casa libre de hipoteca adaptable a sillas de ruedas, que a veces necesita, así como otras características necesarias para amputados. La organización también proporciona a los veteranos ayuda en la planificación financiera. Galloway se había ofrecido voluntariamente para la organización como voluntario constructor a partir de 2010.

## Obras y publicaciones
- Galloway, Noah; Baer, Rebecca Angel (2016). Living with No Excuses: The Remarkable Rebirth of an American Soldier. New York: Center Street. ISBN 978-1-45-559693-5. OCLC 932173890.